# Дьяконово 1-е
Дьяконово 1-е — опустевшая деревня в Кашинском городском округе Тверской области.

## География
Находится в юго-восточной части Тверской области на расстоянии приблизительно 9 км на северо-восток по прямой от города Кашин.

## История
Деревня была показана ещё на карте 1825 года. В 1859 году здесь (тогда деревня Калязинского уезда) было учтено 11 дворов. До 2018 года входила в состав ныне упразднённого Фарафоновского сельского поселения.

## Население
Численность населения: 76 человек (1859 год), 0 как в 2002 году, так и в 2010.